# Pyrinia signifera
Pyrinia signifera là một loài bướm đêm trong họ Geometridae.